# Hrvatski jezik
Hrvatski jezik („język chorwacki”) – chorwackie czasopismo popularnonaukowe poświęcone kulturze języka, wychodzące od 2014 roku. Na jego łamach podejmowane są zagadnienia dotyczące zróżnicowania stylistycznego języka chorwackiego, a także kwestie związane z ortografią, gramatyką, terminologią, językiem mediów i wpływem anglicyzmów.
Czasopismo zawiera rubryki tematyczne, poświęcone socjolingwistyce i etnolingwistyce (Jezik i društvo), językowi chorwackiemu w szkole (Domaća zadaća), onomastyce (Od Mile do Drage), żargonowi komputerowemu i jego wpływowi na ogólny język chorwacki (U dva klika mišem), frazeologii w ujęciu semantycznym (Od A do Ž), poradnictwu językowemu (Lektorske bilješke). Rubryka Vremeplov prezentuje wybrane teksty językoznawcze, aktualne również współcześnie, a Čitaonica przedstawia nowo wydane książki. Rubryka Odakle nam riječi? wyjaśnia etymologię (pochodzenie słów).